# Премия имени Генриха Грайфа
Премия имени Генриха Грайфа (нем.: Heinrich-Greif-Preis) — существовавшая  с 1951 по 1989 год государственная награда ГДР, присуждаемая отдельным лицам за вклад в государственную кино- и телеиндустрию. Носила имя немецкого актёра Генриха Грайфа.

## История

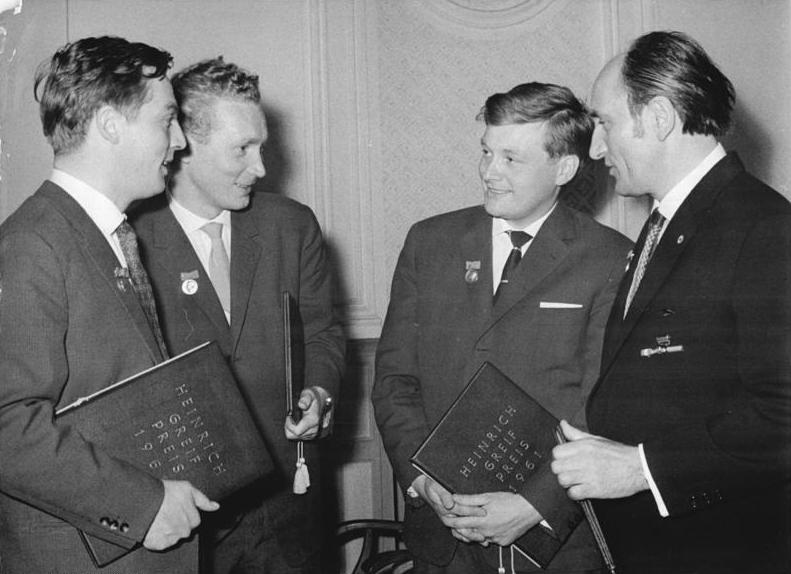
композитор Йоахим Верцлау, режиссёр Франк Байер, художник-постановщик Альфред Хиршмайер и оператор Гюнтер Марчинковски после получения премии за работу над фильмом «Пять патронов». 13 мая 1961 года

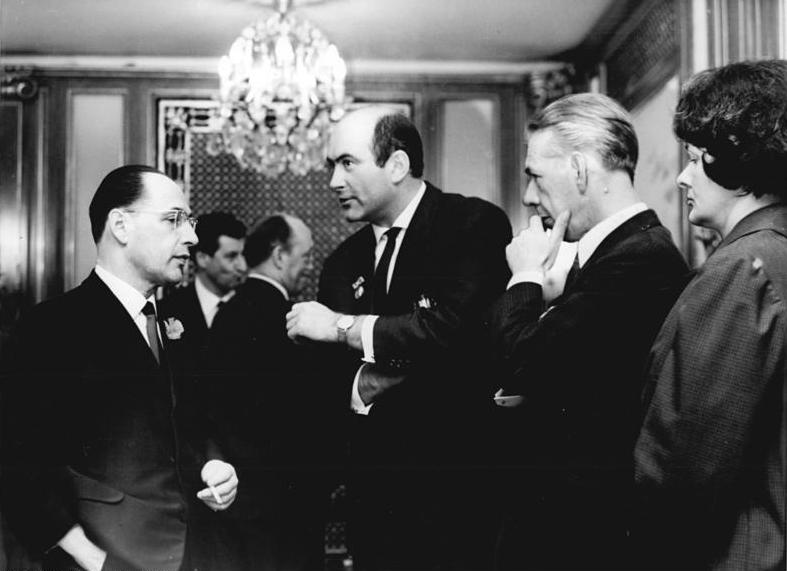
После награждения премией: министр культуры Клаус Гизи, репортёр и телеведущий Хайнц Флориан Эртель, телеоператор Герберт Вагнер и монтажёр Кристель Вольфрам. 30 апреля 1968 года

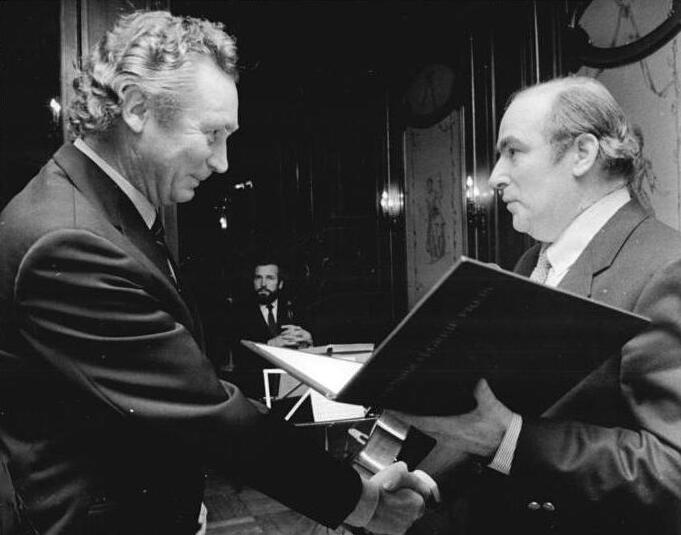
Вручение премии в 1984 году: замминистра культуры ГДР Хорст Пенерт вручает премию режиссёру Франку Бейеру

Присуждалась Министерством культуры ГДР за «выдающиеся достижения в области соцреалистического кино и телевидения» и ежегодно вручалась режиссерам, операторам, сценаристам и другим кинематографистам, которые были признаны за создание ценных работ в этой области.
Премия была учреждена 17 мая 1951 года по случаю выдачи пятью годами ранее Советской военной администрацией разрешения на производство фильмов и получила имя Генриха Грайфа — «в память об антифашистском художнике-кинематографисте».
Первая церемония награждения состоялась 25 мая 1951 года заместителем премьер-министра Гансом Лохом на торжественном мероприятии, посвященном юбилею киностудии «DEFA», проходившем в Берлинской государственной опере.
Далее церемонии награждения проводились в разные даты, но начиная с 1977 года регулярно — 11 марта — в день рождения Генриха Грайфа.
Первоначально премия присуждалась только «коллективам», но с 1959 года — также за индивидуальные достижения. 
До 1983 года присуждалась в трех степенях с денежным вознаграждением в размере 10 000 марок (III степень), 15 000 марок (II степень) и 20 000 марок (I степень). Также лауреатам вручалась медаль, до 1973 года сделанная из серебра.
Последняя церемония награждения состоялась в 1989 году.
Известны случаи неоднократного награждения, так, например, дважды были отмечены премией режиссёр Франк Байер (1961, 1984), режиссёр Лотар Варнеке (1971, 1983), режиссёр Зигфрид Кюн (1971, 1972), режиссёр Йоахим Кунерт (1977, 1983), оператор Роланд Дрессель (1976, 1986), оператор Юрген Бауэр (1980, 1987), сценарист Рихард Риттерсбуш (1976, 1986), сценограф Гарри Лойпольд (1980, 1982).
Награждались только кинематографисты ГДР, единственное исключение — награждение в 1969 году советского актёра Василия Ливанова.

## Лауреаты (выборочно)
- 1951 — Эрих Ничман[нем.], кинооператор.
- 1955 — Гюнтер Зимон, актёр.
- 1958 — супруги Анели Трондайк и Андре Трондайк, режиссёры.
- 1959 — Хайнер Каров, режиссёр.
- 1960 — Мартин Хелльберг, режиссёр.
- 1961 — Франк Байер, режиссёр.
- 1962 — Манфред Круг, актёр.
- 1966 — Гюнтер Рюккер, режиссёр.
- 1966 — Йоб фон Вицлебен, военно-исторический консультант.
- 1967 — Хайнер Каров, режиссёр.
- 1969 — Василий Ливанов, актёр. (СССР)
- 1971 
  - Лотар Варнеке, режиссёр.
  - Зигфрид Кюн, режиссёр.
  - Ульрих Пленцдорф, сценарист.
- 1976
  - Рольф Лозански[нем.], режиссёр.
  - Манфред Векверт, режиссёр.
  - Рихард Риттербуш[нем.], сценарист.
  - Роланд Дрессель[нем.], оператор.
- 1977
  - Йоахим Кунерт[нем.], режиссёр.
  - Лотта Лёбингер[нем.], актриса.
- 1978
  - Роланд Греф[нем.], режиссёр.
  - Фред Гелер[нем.], кинокритик.
- 1979
  - Гюнтер Райш, режиссёр.
  - Ульрих Тайн, актёр.
- 1980
  - Хельмут Байерль[нем.], сценарист.
  - Ральф Кирстен, режиссёр.
  - Харри Лойпольд[нем.], сценограф.
  - Уве Кокиш, актёр.
- 1981
  - Юрий Крамер[нем.], режиссёр.
  - Курт Бёве, актёр.
  - студия «Хайновский и Шойман»), документалисты.
- 1982
  - Хельмут Дзюба[нем.], режиссёр.
  - Хельга Шуберт[нем.], писатель.
  - Томас Пленерт[нем.], оператор.
  - Кристина Шорн[нем.], актриса.
- 1983
  - Урсула Бонхофф[нем.], сценарист.
  - Роземари Реан[нем.], кинокритик.
  - Вольфганг Кольхаазе, сценарист.
- 1984
  - Сильвестр Грот, актёр.
  - Карл Гасс[нем.], режиссёр-документалист.
  - Ханс Мюнхеберг[нем.], сценарист.
- 1985
  - Вилли Швабе[нем.], телеведущий.
  - Эвелин Каров[нем.], монтажёр.
- 1986 — Райнер Зимон[нем.], режиссёр.
- 1987 — Зиглинда Хамахер[нем.], художник-мультипликатор.
- 1988 — Клаус Вишневски[нем.], сценарист.
- 1989 — Моника Шиндлер[нем.], монтажёр.